# Philip Sparrdal Mantilla
Philip Carl Edvard Sparrdal Mantilla (Stoccolma, 11 agosto 1993) è un ex calciatore svedese, di ruolo difensore.

## Carriera
A livello giovanile si divide tra i vivai dei club stoccolmesi di Djurgården, Hammarby, Brommapojkarna e nuovamente Djurgården.
Con il Djurgården debutta nel 2011, scendendo in campo nei minuti finali dell'ultima giornata di campionato. Nel corso dell'Allsvenskan 2012 ottiene un'ulteriore apparizione, mentre durante l'edizione 2013 le presenze sono state due. Nel 2014, invece, gioca ufficialmente solo con la squadra giovanile. A fine anno lascia la squadra.
Nel gennaio del 2015 esegue un provino con l'IFK Mariehamn, club finlandese con sede alle isole Åland di madrelingua svedese. A febbraio firma un accordo biennale. Il successivo 26 settembre gioca tutti e 90 minuti della finale di Suomen Cup 2015 vinta 2-1 contro l'Inter Turku. Nel 2016 fa parte della rosa che si laurea campione di Finlandia per la prima volta nella storia del club. Al termine della stagione 2018, dopo aver collezionato 100 presenze in campionato nel giro di quattro anni, lascia la squadra e torna a vivere in Svezia.